# Дмитриј Уколов
Дмитриј Матвејевич Уколов (рус. Дмитрий Матвеевич Уколов; Аненки, 23. октобар 1929 — Москва, 25. новембар 1992) био је совјетски хокејаш на леду и члан репрезентације Совјетског Савеза која је освојила историјску прву златну медаљу на Светском првенству 1954. године. Играо је на позицији одбрамбеног играча. Заслужни мајстор спорта Совјетског Савеза од 1954. године.
Играчку каријеру започиње у хокејашкој секцији московског Спартака у сезони 1948/49. одакле је након само једне сезоне прешао у ривалски ЦСКА у ком је остао до краја каријере. Већ у првој сезони са „Армејцима” долази до титуле националног првака, прве од укупно 7 у каријери (1950, 1955, 1956, 1958, 1959, 1960. и 1961). У првенствима Совјетског Савеза одиграо је укупно 250 утакмица и постигао 48 голова. 
За репрезентацију Совјетског Савеза наступао је од 1954. до 1959. године, одигравши укупно 85 утакмица на којима је постигао 15 голова. У дресу репрезентације освојио је историјску прву златну медаљу на светском првенству 1954. године, а на истом првенству, на утакмици са Норвешком коју су Совјети добили са 7:0 постигао је „хет-трик” и тако постао први одбрамбени играч у историји совјетског репрезентативног хокеја са тим постигнућем. На светским првенствима освојио је још три сребрне медаље (1955, 1958 и 1959), а највећи успех у каријери остварио је освајањем златне олимпијске медаље на ЗОИ 1956. у Кортини д'Ампецо.
Преминуо је 25. новембра 1992. у свом стану у Москви у тешком сиромаштву. Сахрањен је у Алеји заслужних спортиста на моксовском Вострјаковском гробљу.
Године 2004. посмртно је уврштен у Хокејашку кућу славних руског хокеја.